# Luisa Massimo
Luisa Massimo (Genova, 22 dicembre 1928 – Genova, 5 ottobre 2016) è stata una pediatra italiana.
Dal 1972 al 1997 è stata Primario della Divisione IV di Pediatria (Ematologia ed Oncologia Pediatrica) dell'Istituto di ricovero e cura a carattere scientifico (IRCCS) "Istituto Giannina Gaslini" di Genova, dove dal 1998 è Primario Pediatra Emerito e dall'aprile 2003 Consulente di Psico-Oncologia. 
Ha insegnato Oncologia Pediatrica ed Ematologia Pediatrica presso le Scuole di Specializzazione di Pediatria, di Oncologia e di Ematologia dell'Università degli Studi di Genova. Dal 1986 al 1994 è stata presidente dell'IRCCS "IST - Istituto Nazionale per la Ricerca sul Cancro" di Genova.
Membro di commissioni di studio nazionali e internazionali, ha pubblicato 300 lavori scientifici di cui 182 indicizzati su PubMed. È cittadino onorario di Baltimora (USA), di La Paz in Bolivia, di Bogotà in Colombia e di Rocheford-du-Gard in Francia.
Le sono stati conferiti numerosi riconoscimenti per la sua attività clinica, nel 1971 il Premio "Gianni Pauletta" per l'Oncologia, dell'Accademia Nazionale dei Lincei e nel 1991 il premio "Barbara Bohen Pfeifer Award for Scientific Excellence" a New York. 
È stata l'unico Pediatra decorato con la Medaglia d'oro della Repubblica Italiana al merito della Sanità Pubblica nel 2004.

## Biografia

### Le origini
In merito alla sua educazione familiare, scriverà:
La famiglia Massimo era ed è sparsa in più continenti. Si stabilì a Genova ma ha radici molto lontane, dal Veneto fino agli Stati Uniti d'America.
Il nonno pittore Diodato Massimo, maestro di pittura veneta, fu considerato traditore della patria ed internato presso il campo di concentramento di Katzenau. Dopo la sua morte ricevette grandi onorificenze, gli venne intitolata una strada e la sala conferenze della Biblioteca Civica di Badia Polesine (paese natio) e due suoi quadri furono esposti presso la Österreichische Galerie, museo d'arte di Vienna.
Il padre veneto, grande appassionato di musica classica, arruolato nella Commissione Inter-alleata, restò al servizio della diplomazia italiana fino al 1923. Diplomato in violino ed esperto nell'arte della scrittura, scrisse numerosi articoli di interesse storico e politico, in lingua italiana e tedesca. La madre piemontese, nonostante le umili origini coltivò gli studi diventando maestra di scuola elementare. I suoi genitori si incontrarono nel 1923 e si sposarono a Torino il 3 aprile 1926.
Luisa Maria Elena Massimo nacque il 22 dicembre 1928 e fu battezzata nel centro storico di Genova presso la chiesa dedicata a Santa Maria di Magdala. Due anni dopo, il 29 marzo nacque la sorella, Elena Maria Laura Massimo. Nel 1933 suo padre vinse la gara d'appalto per la costruzione dell'Istituto Giannina  Gaslini, evento determinante per l'economia della ditta familiare di materiali edili. Nel 1935 in Germania iniziarono le prime persecuzione razziali contro gli ebrei e la famiglia Massimo fu un'ancora di salvezza per molti di loro. Il 13 marzo 1938 i nazisti occuparono Vienna ed ebbe inizio la Shoah. Questo tragico evento toccò anche la famiglia del padre di Luisa, residente a Praga. Negli anni successivi si susseguirono numerosi eventi infausti, come la morte del nonno materno e nel 1942 il terribile bombardamento aereo a Genova che costrinse l'intera famiglia a trasferirsi a Monferrato e poi a Lavagna. In quell'anno Luisa decise di pianificare la sua vita e studiare medicina. Il 23 aprile 1945 concluso il conflitto mondiale, tornò con la sua famiglia a Genova.

### Gli studi medici
In merito alla scelta professionale di Luisa Massimo, l'amico e giornalista Pier Luigi Bagatain scriverà:

Nel 1947 si iscrisse alla Facoltà di Medicina e Chirurgia a Genova.
Ultimato il suo primo anno, prese parte ai quindici giorni di incontri della gioventù europea in Germania. Iscrittasi al secondo anno, proseguì i suoi studi a Genova integrandoli durante il periodo invernale presso un'Università inglese a Londra. Qui conobbe una famosa ricercatrice ebrea che la introdusse alla British Medical Association. Fu la prima studentessa straniera a chiedere di frequentare la London University. Fu assegnata al secondo anno di Medicina al Saint Mary’s Hospital di Paddington divenendo allieva di Alexander Fleming. Il soggiorno londinese le offrì un'altra incredibile occasione: conobbe Winston Churchill. Il 20 luglio 1953 si laureò con 110 e lode discutendo la tesi sperimentale sui primi farmaci antiblastici nell'Aula Magna della Facoltà di Medicina. Subito dopo fece domanda al "Woman’s Medical College" di Filadelfia. Frequentò il "Childrens Hospital of Philadelphia" partecipando agli incontri pediatrici e divenne membro dell'Associazione Internazionale Donne Medico. L'anno trascorso a Filadelfia le fu utile per mettere da parte del denaro per frequentare il reparto di pediatria del "The Johns Hopkins University School of Medicine" di Baltimora. Con questo bagaglio tornò a Genova, presso il Gaslini. Concentrò la Scuola di Specializzazione in Pediatria in un anno e frequentò la Clinica Pediatrica dell'Università. Si specializzò il 20 novembre 1955 con 60 e lode con una tesi Sperimentale di Oncologia Pediatrica, curata dal Professor Gennaro Sansone, pubblicata su una prestigiosa rivista a Filadelfia. Nel 1958 le fu assegnata dal Direttore una borsa di studio, finanziata dal Ministero della Sanità, per frequentare il primo Corso Internazionale di Oncologia Pediatrica a Parigi, con sede al Centre International de l'Enfance, soggiorno cardine di tutta la sua carriera professionale.

### Oncologia Pediatrica al Gaslini
Rientrata da Parigi alla fine del 1959, le fu affidato l'incarico dal Professore Giovanni De Toni di occuparsi dei bambini affetti da malattie oncologiche. La sua partner di origine cinese rifugiatasi in America, fu la Professoressa Charlotte Tan del Memorial Sloan-Kettering Cancer Center di New York. Per poter discutere diagnosi difficili e farmaci sperimentali, Luisa trascorse un breve periodo al Kinderspital Zürich. Nel luglio del 1959 ricevette la promozione da Assistente volontario ad Assistente incaricato e la docenza in Clinica Pediatrica, pubblicando molti degli articoli a cui stava lavorando. Collaborò con Walter Hermann Hitzig del Kinderspital Zurich sperimentando nuovi farmaci tra cui azatioprina (un immunosoppressore) e pubblicò i risultati presso la più prestigiosa rivista ematologica del mondo: Blood.

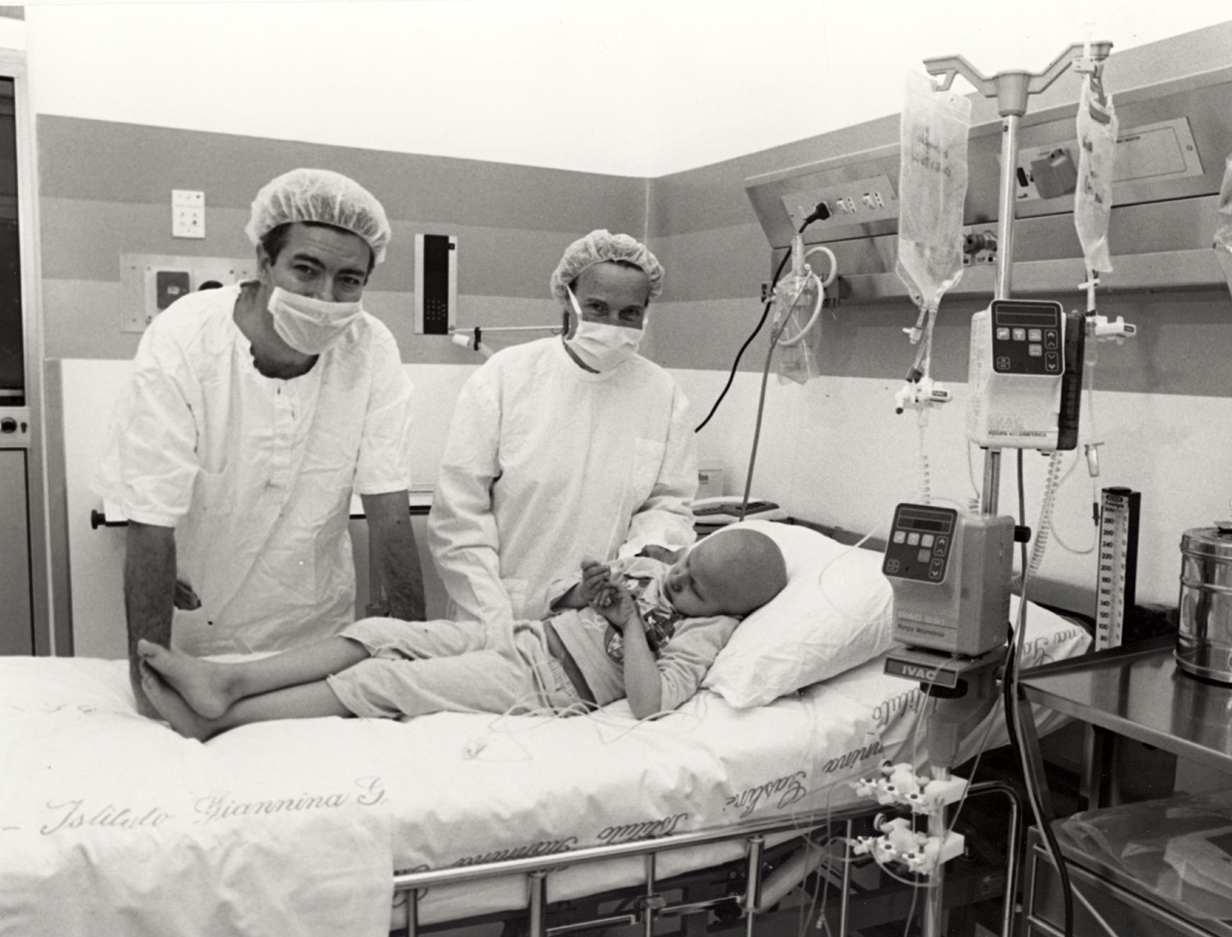
Luisa Massimo (a destra) assiste un bambino sottoposto a trapianto di midollo (inizio anni Ottanta).

Tale ricerca è considera una pietra miliare nello studio dei trapianti di rene. Lavorò con il Professor Shaidi, ricercatore americano, con cui sperimentò un nuovo farmaco per curare un paziente, affetto da una gravissima aplasia midollare, che giunse alla guarigione. Nella primavera 1960 le fu offerto di frequentare un corso Internazionale teorico e pratico di citogenetica a Basilea, finanziato dal Ministero della Sanità. In seguito, tornata in Clinica nel 1962, riuscì ad organizzare un nuovo Laboratorio di citogenetica presso il Gaslini. Nell'aprile dello stesso anno divenne Professoressa di Pediatria. Nel 1963 lavorò per due anni in Spagna, nel nuovo reparto di Oncologia Pediatrica presso l'Università di Siviglia. Nel 1965, grazie al Professor De Toni, ottenne la seconda docenza in Puericultura e venne inoltre presentata ad un concorso per la Cattedra di Pediatria, in cui ottenne la maturità con il massimo dei voti. In seguito studiò per ricevere l'Idoneità per ricoprire il posto di primario in pediatria. Nel 1966 il Dottor Vittorio Rollero e la moglie Gianna per sopperire alle spese onerose visto il ristretto budget della Clinica Pediatrica dell'Università crearono il Fondo Tumori e Leucemie del bambino che nel 1972 permise la nascita di una nuova divisione, Medicina IV, nell'Istituto Giannina Gaslini. Dal 1959 al 1968 intrattenne rapporti con la professoressa Odile Schweisguth, pioniera dell'oncologia pediatrica in Europa, sollecitandola alla creazione di un gruppo o una società di oncologi pediatri che fu poi fondata a Parigi. Il primo congresso della SIOP – Società Internazionale di Oncologia Pediatrica- si tenne nel 1969 a Madrid. Luisa Massimo tenne il sesto congresso nel 1974 a Santa Margherita Ligure. Lo stesso anno organizzò anche il quarto congresso della Società Europea di Ematologia ed Immunologia Pediatrica – ESPHI. In quei giorni fondò anche l‘Associazione Italiana di Ematologia ed Oncologia Pediatrica– AIEPO. Nel 1967 ricevette un invito della Società tedesca di Ematologia per presiedere il Congresso nazionale a Ulma e discutere sulla terapia leucemica infantile. Si susseguirono numerosi incarichi e inviti a Rio de Janeiro, ad Amsterdam, a Città del Messico, in Giappone, in Africa, in Australia, in Cina e negli Stati Uniti. Collaborò con il professore Astaldi di Pavia nello studio di un complesso caso di leucemia linfoblastica acuta del bambino. Dal 1955 al 1970 ricevette ogni anno il premio di produttività scientifica assegnatogli dall'Università di Genova. Nel 1961 le fu conferito il premio “Rocco Jemma” per la Pediatria e numerosi premi locali. Il 18 giugno 1971 a Roma, presso l'Accademia Nazionale dei Lincei le fu assegnato il premio “Gianni Pauletta” per l'Oncologia conferito dal Ministero della pubblica istruzione. Nel 1969 entrò a far parte del Club Genova del Soroptimisti Internationale d'Italia; Fu consulente presso la Consulta Regionale Femminile. Si iscrisse all'Associazione Nazionale Donne Elettrici. Nel 1985 fu nominata Assessore Comunale a Genova.

### Esperienze internazionali
Nel luglio 1972, dopo l'importante inaugurazione ufficiale della Divisione di Medicina Pediatrica IV, avvenuta a giugno, si recò a Lagos, capitale della Nigeria, come docente di Ematologia Pediatrica al primo "Corso di Ematologia per medici dell'Africa Nera" presso l'Università di Ibadan. A fine agosto tenne a San Paolo, in Brasile, al Congresso Mondiale di Ematologia una relazione sui danni da chemioterapia ai vari organi del bambino. 
Il 1974 fu un anno speciale per la storia della Divisione per l'arrivo del Professor Bruno De Bernardi e per il conseguimento del congresso congiunto tra SIOP-ESPHI. Il congresso fu di dimensioni mondiali; il successivo sarebbe stato a Cesarea in Israele. Nello stesso anno partecipò al Congresso internazionale di Pediatria a Buenos Aires, tenendo una relazione sulla terapia del neuroblastoma, e al Congresso mondiale di Ematologia a Gerusalemme. Nel 1975 fu invitata a tenere lezioni sui tumori renali del bambino ad un Corso di Urologia nella Scuola Internazionale delle Scienze Mediche del Centro Ettore Majorana di Erice. Nel 1976 le fu affidato l'insegnamento come Primo Pediatra, ruolo che mantiene tuttora. Intanto nel 1975 a Genova si tenne nella sua divisione il primo day hospital, il primo in Italia. 
Nel 1976 partecipò a numerosi eventi tra i quali: Il "Congresso di Ematologia" dell'America Latina, a Quito in Ecuador, presso l'Università di Guayaquil; Il seminario presso l’"University of west Indies" di Kingston in Giamaica; Il seminario al Memorial Sloan Kettering. Nello stesso anno tenne una relazione a Nuova Delhi, al Congresso mondiale di Pediatria e ricevette dalla Società dei Pediatri anche l'incarico di rappresentare l'Italia alle riunioni operative con gli altri Stati. Nel 1978 fu invitata ad un incontro bilaterale (Italia-America) all'Hôtel Négresco di Nizza, dove fu nominata capo della divisione Pediatrica di parte italiana, a fianco del coordinatore Professor Umberto Veronesi. Nel 1982 partecipò al Congresso dell'UICC a Seattle per la moderazione di una sessione pediatrica e una relazione sui tumori del rene del bambino. Partecipò alla missione cultura organizzata dalla Casa Bianca, dal Presidente Ronald Reagan. Tra il 1985 e il 1991 fece una pausa dall'attività scientifica. Nel 1991 ricevette il premio "Una vita per la vita" a New York insieme al Direttore del Reparto di Oncologia Pediatrica di Bethesda, Professor Philip Pizzo.

### Attività politica
Dal marzo 1985 intraprese la sua attività politica con l'ingresso nel consiglio dell'Istituto Nazionale Ricerca Cancro–IST di Genova, un IRCCS (istituto di ricovero e cura a carattere scientifico) con statuto simile all'ospedale Gaslini. Prese parte all'Assessorato dei Servizi Sociali, incarico che durò circa tre anni. Nel 1986 partecipò ad una missione a Brazzaville in Congo presso l'Organizzazione mondiale della sanità africana - WHO-OHMS- per studiare le conseguenze dell'AIDS.

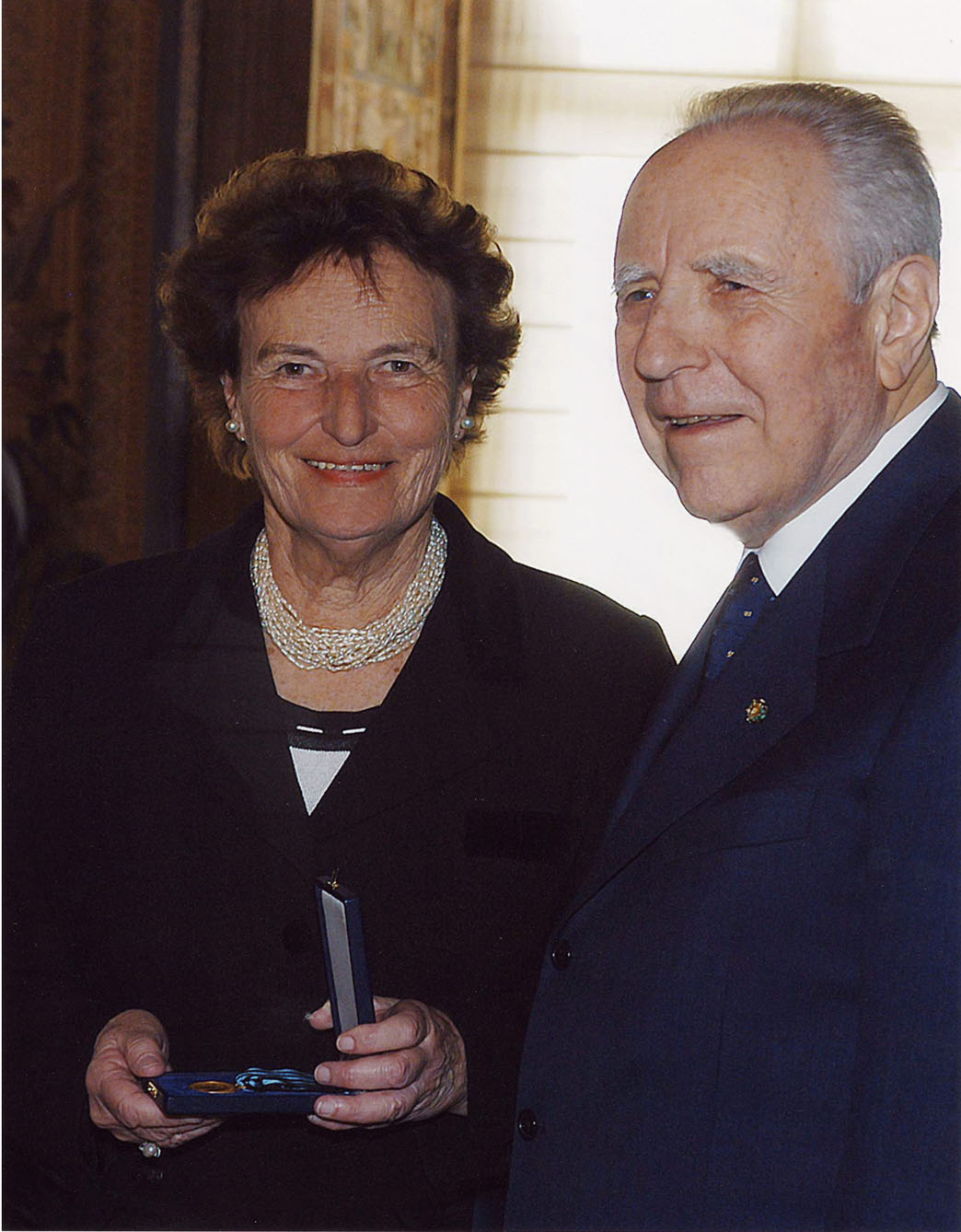
Luisa Massimo con Carlo Azeglio Ciampi.

 È cittadino onorario di Baltimora (USA), di La Paz in Bolivia, di Bogotà in Colombia e di Rochefort-du-Gard in Francia. Nello stesso anno collaborò con l'assessore alla Sanità, Pino Josi, cattedratico alla Facoltà di Ingegneria, ed elaborò una nuova pianta organica della Divisione.
Dal 1986 fu nominata Consigliere dell'Istituto Nazionale ricerca Cancro –IST- carica che durò fino al 1994. 
Nel 1991 le fu conferito il Premio “Barbara Bohen Pfeifer Award for Scientific Excellence” a New York e nel 1996 ricevette una lettera dal Direttore della Cattedra di Pediatria dell'Università di Reykjavík, capitale dell'Islanda, per entrare a far parte del NOPHO. L'anno successivo per il Congresso annuale si recò in Islanda dove tenne una relazione sul “Ruolo del volontariato nei reparti pediatrici di terapia intensiva”. Nel 1999 presentò una relazione sui tumori del bambino ad un Congresso nelle Azzorre per l'istituto di Oncologia Chirurgica di Lisbona. 
Lo stesso anno ottenne dalla Preside della Facoltà di lettere dell'Ateneo di Genova la laurea Honoris Causa per Annalise (persona a lei legata in modo indelebile, amica di famiglia fin dall'infanzia), visto che le era stata negata nel 1938 perché ebrea tedesca.
 Nel 1997 ad avvenuto pensionamento divenne esperto a Bruxelles della NATO, dell'Unione Europea e dell'INTAS per la valutazione di progetti di ricerca delle scienze della vita e nel 1999 ricevette la nomina di "Woman of the year" dalla prestigiosa Società Americana. 
Oggi fa parte di alcune commissioni nell'Ordine di Medicina della Provincia di Genova (Pediatria, Emergenze sanitarie, tutela dell'Ambiente e Salute). Si occupa di associazionismo femminile presso il Soroptimist, l'ANDE e l'AMI. Di quest'ultima è anche consultrice effettiva nella Consulta di Genova. È Esperto nella Commissione di nuovissima creazione “Life Science and Technology” e ha tenuto diciotto corsi come direttore e co-direttore presso il Centro di Cultura Ettore Majorana di Erice dal 1976 ad oggi, collaborando con l'Istituto di Oncologia Sperimentale dell'Università di Palermo e con il Professor Leon Bradlow di New York, i testi che ne sono scaturiti sono stati pubblicati in altrettanti volumi degli “Annals of the New York Academy of Sciences”. 
Il 25 ottobre del 2002 si tenne l'anniversario per i trent'anni del Dipartimento di Ematologia e Oncologia Pediatrica in cui le venne consegnata, dal Presidente del Gaslini, la Medaglia d'argento sulla quale è raffigurato l'Angelo che custodisce l'Istituto e tutti i bambini malati. 
Il 7 aprile del 2004, Giornata Mondiale della Sanità, in Quirinale si tenne la cerimonia in cui ricevette, dopo il discorso del Ministro e del Presidente della repubblica Carlo Azeglio Ciampi, la Medaglia d'oro al merito della Sanità Pubblica. Ad oggi unico Pediatra decorato in Italia.

## Associazioni Scientifiche

### In veste di Socio fondatore e socio onorario
- Società Internazionale di Oncologia Pediatrica-SIOP (Presidente del VI Congresso, 1974);
- Società Europea di Ematologia e Immunologia Pediatrica-ESPHI (Consigliere dal 1968 al 1970, President-Elect dal 1970 al 1972, Presidente dal 1972 al 1974);
- Associazione Italiana di Ematologia e Oncologia Pediatrica-AIEOP (Presidente dal 1974 al 1980);

### In veste di Socio senior
- Società Svizzera di Pediatria, Società Italiana di Pediatria, Società Italiana di Cancerologia, International College of Pediatrics and Child Care, American Society of Pediatric Hematology and Oncology, New York Academy of Sciences.

## Cariche ed attività amministrative
- Comune di Genova: Assessore ai Servizi Sociali dal 1985 al 1988. Assessore alle Attività Culturali per le Celebrazioni Colombiane dal 1988 al 1990.
- Istituto Nazionale Ricerca Cancro-IST di Genova: Presidente dal 01/09/1986 al 30/06/1994.
- Comitato Cristoforo Colombo per le Scienze Mediche: Presidente dal 1988 al 1992.
- Associazione Culturale Italia-Russia, Sezione di Genova: Presidente dal 1994 al 1998.
- Presidente della Consulta Femminile Regionale della Liguria dal 01/04/1998 al 28/02/2000.
- È stata insignita del titolo di Dama dell'Ordine dei Santi Maurizio e Lazzaro nel 1989, per meriti nel campo della Sanità.

Le sono state conferite le seguenti cittadinanze onorarie: Baltimora, MD (USA - 15/09/1987), La Paz (Bolivia - 04/09/1989), Bogotà (Colombia - 11/09/1989), Rochefort-du-Gard, Avignone (Francia - 04/12/1989).

## Pubblicazioni Scientifiche

### Articoli scientifici
Alcuni dei suoi più recenti articoli scientifici:
- Massimo LM: Neuroblastoma: a challenge for pediatric oncology of the third millennium, Ann N Y Acad Sci. 2002 Jun, 963:59-62.
- Massimo LM: Odile Schweisguth: pioneer of European pediatric oncology, Pediatr Hematol Oncol., 2003 Mar, 20(2):75-7.
- Massimo LM, TJ Wiley, EF Casari: From informed consent to shared consent: a developing process in paediatric oncology, Lancet Oncol.. 2004 Jun, 5(6):384-7.
- Massimo LM: Marrying pediatric oncology to biological research: cell communication in neuroectodermal tumors: introduction to the workshop, Ann N Y Acad Sci. 2004 Dec, 1028:56-8.
- Massimo LM, TJ Wiley: Randomization, informed consent and physicians' communication skills in pediatric oncology: a delicate balance, Bull Cancer. 2005 Dec, 92(12):E67-9.
- Massimo LM, Wiley TJ, Bonassi S, Caprino D: Longitudinal psychosocial outcomes in two cohorts of adult survivors from childhood acute leukemia treated with or without cranial radiation. Minerva Pediatr. 2006, 58:1-7.
- Massimo LM, Zarri DA. Drawings: A narrative approach for children with cancer. Ann N Y Acad Sci. 2006 Nov;1089:xvi-xxiii. Editors: H. Leon Bradlow and Giuseppe Carruba.
- Massimo LM, Haupt R, Spinetta JJ, Ban I, Barr RD, Beck JD, Byrne J, Calaminus G, Coenen E, Chesler M, D'Angio GJ, Eiser C, Feldges A, Gibson F, Lackner H, Masera G, Magyarosy E, Otten J, Reaman G, Valsecchi MG, Veerman AJ, Penn A, Thorvildsen A, van den Bos C, Jankovic M; International Berlin-Frankfurt-Münster Study Group Early and Late Toxicity Educational Committee (I-BFM-SG ELTEC). Long term survivors of childhood cancer: cure and care. The Erice statement. Eur J Cancer. 2007,43:1778-80. Epub 2007 May 31.
- Massimo LM, Caprino D: The truly healthy adult survivors of childhood cancer: inside feelings and behaviors. Minerva Pediatr. 2007,59:43-47.
- Massimo LM, Caprino D: Prevention and security of children today: the virtual world and identity thieves. Minerva Pediatr. 2007,59:161-162.
- Massimo LM, Wiley TJ: Young siblings of children with cancer deserve care and a personalized approach. Pediatr Blood Cancer. 2008,50:708-710.
- Massimo LM Caprino D, Wiley TJ: Health emigration: a challenge in paediatric oncology. J.Child Health Care 2008,12:106-115.
- Massimo LM: Needs and expectations of adolescents affected by cancer. Minerva Pediatr 2008,60:387-390.
- Massimo LM, Caprino D: Children identity and security. In: NATO - ARW on “Identity, Security and Democracy”. Editors: Mordini E., Ajana, B. and Green, M. 2008, Amsterdam, IOS Press.
- Massimo LM, Calcagno A, Battaglia T, Pistorio A: A project for evaluation of awareness of under-aged patients involved in clinical trias. Development of the IGG- Awareness Scale. Minerva Pediatr 2009,61:483-488.
- Massimo LM, Tonini GP: Translational research in hormone-related cancer. Ann N Y Acad Sci. 2009 Feb;1155:1-3.
- Massimo LM: Back home. J Clin Oncol 2010,1;28:e379. (Epub 2010 May 10).
- Massimo LM, Wiley TJ, Baron A, Caprino D: Health inequities and health migration: the high burden paid by an Italian Children's Hospital. Minerva Pediatr. 2010,62:423-424.
- Massimo LM: Dreaming about the homeland: nostalgia of immigrant children with cancer. Pediatr Blood Cancer 2010,55:766.
- Massimo LM: Nostalgia of immigrant children with cancer: their drawings can highlight this feeling. Minerva Pediatr. 2010,62:609-611.
- Massimo LM, Wiley TJ: Seeking treatment abroad. Challenge of migrating patients. BMJ. 2010 Nov 23;341:c6665.
- Massimo LM, Caprino D: Adolescents and cancer: discrepancy between untroubled appearance and insight disturbance. Minerva Pediatr. 2011,63:89-92.
- Massimo LM, Corrias MV, Tonini GP: Why do cancer omics attract clinicians so much? OMICS. 2011,15:123-124.
- Massimo LM, Parodi F, Passoni L, Luksch R, Gambini C, Rossi E, Zuffardi O, Pistoia V, Pezzolo A: Identification of novel prognostic markers in relapsing localized resectable neuroblastoma. OMICS. 2011,15:113-121. (Epub 2011 Feb 14).
- Massimo LM, Caprino D: Adolescents and cancer: discrepancy between untroubled appearance and insight disturbance. Minerva Pediatr. 2011,63:89-92.
- Massimo LM: “Understanding the feelings of sick children through their drawings: the influence of the environment” in “Psychology of adolescence: new research”. Ed. Latif Baris and Ozertan Uzun, Chapter 7, 2011.
- Massimo LM, Caprino D: Health migration and care disparities. Pediatr Blood Cancer. 2012,58:646.
- Massimo LM, Bazzari M, Caprino D: Severe side effects of health migration: stress and anger. Minerva Pediatr. 2012,64:649-54.
- Massimo LM, Caprino D: New report highlights obstacles for migrants in accessing healthcare in European Union. BMJ, 24 April 2012.
- Massimo LM, Caprino D: Coping with childhood cancer: interaction and development of self-esteem and defense mechanisms. Chapter VIII, Horizons in Cancer Research. Volume 52, Hiroto S. Watanabe Editor. 2013 Nova Science Publishers, Inc., New York.
- Massimo LM, Caprino D: “Lost in translation”: the experience in transcultural work in an Italian Department of Pediatric Hematology and Oncology. Chapter 10. “Advances in Sociology Research”, Vol. 15, 2013.
- Massimo LM: Why a new Journal on Pediatric Oncology? Journal of Pediatric Oncology, 2013, Vol. 1, No. 1 (dall'Editor-in-chief).
- Massimo LM, Caprino D: Obtaining an informed non shared consent: a cultural problem for foreign patients. Minerva Pediatr. 2014,66:649.
- Massimo LM, Wiley TJ: From resilience to empowerment: the path of childhood cancer survivors. Editorial. Journal of Pediatrics and Therapeutics, 2014
- Massimo LM: Art therapy can help to detect feelings of sick children. "Advances in Psychology Research”. Vol. 99, 2014.
- Massimo LM, Wiley TJ: Obtaining Informed consent from foreign patients: transcending culture and language. Journal of Pediatric Oncology, 2014, 2:1.
- Massimo LM: Mothers with inpatient children. Pediatr. Therapeut. 2014,4:4.
- Massimo LM, Caprino D: Children's safety and security. Journal of Bioterrorism & Biodefense, 2014
- Massimo LM, Caprino D: Art therapy can help detect the feelings of children with leukemia. Hemato. 2014,1:004.
- Massimo LM: What science can learn from nature. The involvement of mothers in the care of their in-patient children. "Advances in Psychology Research”. Vol. 100, 2015. Nova Science Publishers, Inc., New York.
- Massimo LM: Impulsivity and reactive aggressiveness: a danger for infants and Children. “Advances in Sociology Research”, Vol. 17, 2015. Nova Science Publishers, Inc., New York.
- Massimo LM, Caprino D: Psychosocial effects of loneliness on the parents of health migrants: stress and anger within. “Advances in Psychological Research”, Vol. 100, 2015. Nova Science Publishers, Inc., New York.

### Co-Editor di volumi riguardo temi di Oncologia
- Luisa Massimo, Paolo Cornaglia-Ferraris, Giorgio Dini: Ematologia e Oncologia Pediatrica. Piccin Editore, Padova, 1983.
- Luisa Massimo, Paolo Cornaglia-Ferraris: Recent Advances in Pediatric Immunology, Hematology and Oncology. Piccin Editore, Padova, 1983.
- Luisa Massimo, David G. Poplack, Paolo Cornaglia-Ferraris: The role of Pharmacology in Pediatric Oncology. Martinus Nijhoff Publishers, Boston, 1987.
- Luisa Massimo, Gianpaolo Tonini, Paolo Cornaglia-Ferraris: Oncogenes in Pediatric Tumors. Harwood Academic Publishers, 1988.
- Luisa Massimo, Luigi Castagnetta, Biagio Agostana, Giuseppe Montalto and H. Leon Bradlow:Hormone-related Tumors, Annals of the New York Academy of Sciences, Volume 963, 2001.
- Luisa Massimo, Luigi Castagnetta, Leon Bradlow: Classical and non-classical issues from prevention to treatment of hormone-related tumors, Annals New York Academy of Sciences, Volume N° 963, 2002.
- Luisa Massimo, Luigi Castagnetta, Leon Bradlow, Kurt Zaenker: Cell signal transduction and communication, Annals New York Academy of Sciences, Volume N°1028, 2004.
- Luisa Massimo, H. Leon Bradlow, Luigi Castagnetta and Kurt Zaenker: Signal Transduction and Communication in Cancer Cells, Annals of the New York Academy of Sciences, Volume 1028, 2004.

## Riconoscimenti

### Premi e riconoscimenti
- 1961 Premio "Rocco Jemma" per la Pediatria.
- 1971 Premio "Gianni Pauletta" a Roma, per l'Oncologia.
- 1985 Medaglia d'oro Classe Scienza, all'Accademia Internazionale delle Scienze, Città di Roma.
- 1986 Premio "Città di Genova".
- 1986 Premio "Persona alla Carriera".
- 1991 Premio "Barbara Bohen Pfeifer Award for Scientific Excellence" a New York, per la ricerca dei tumori maligni nei bambini.
- 2004 Premio "Genova: una Donna fuori dal coro".
- 2004 Medaglia d'oro al merito della Sanità Pubblica della Repubblica Italiana, a Roma presso il Quirinale.
- 2011 Medaglia d'oro "Maestro della Pediatria" a Milano.

## Collaborazioni Internazionali
- Dal 01/03/2000 è esperto-valutatore dell'Unione Europea presso il Direttorato-L “DG Science, Research and Development” per progetti di ricerca di bioetica, incarico rinnovato nell'ambito del 7° Programma Quadro.